# Дахаб
Дагаб (араб. دهب) — невелике місто у Південному Синаї на узбережжі Акабської затоки Червоного моря.

## Загальні дані

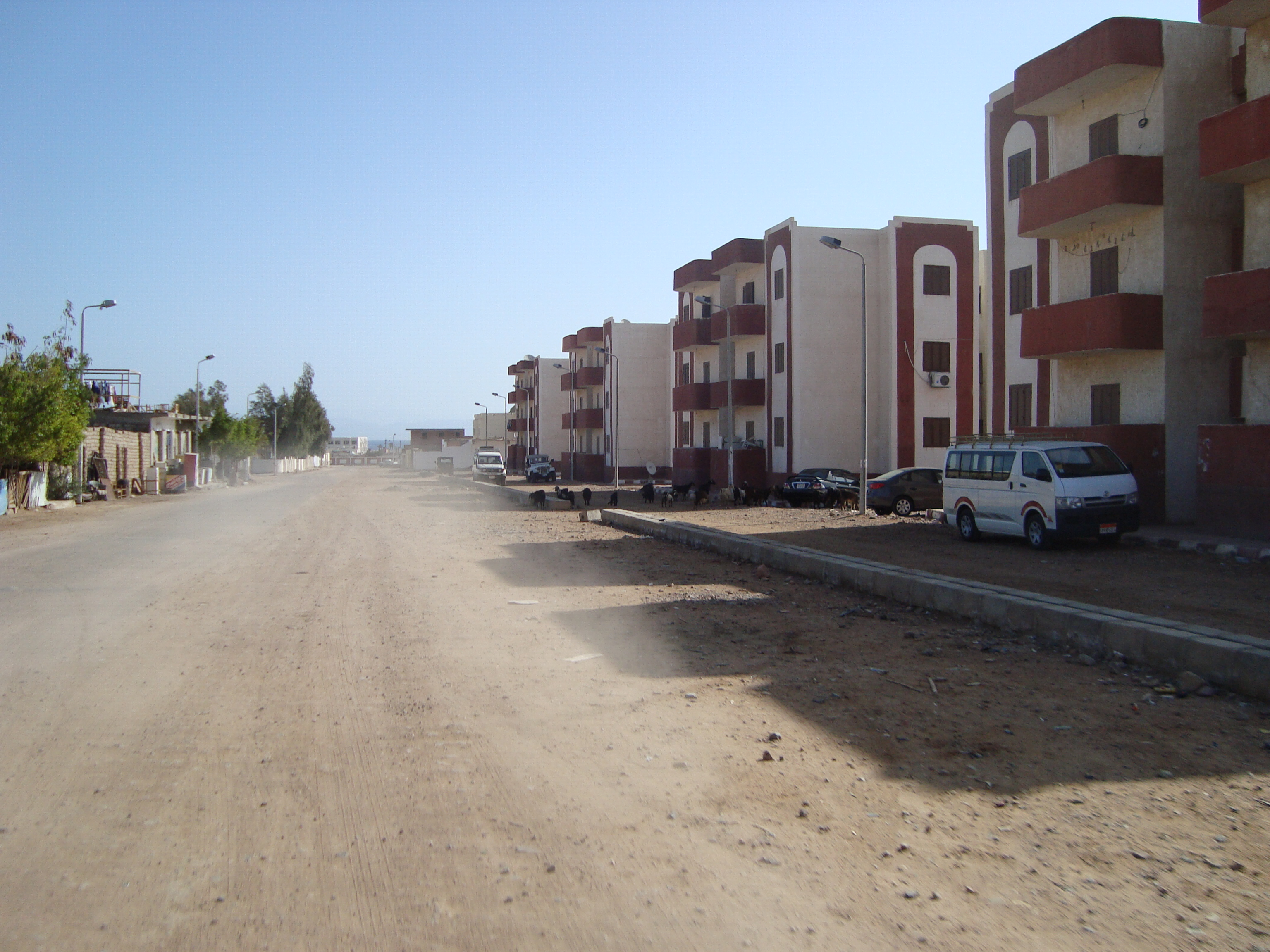
Житлові будинки в Дагабі

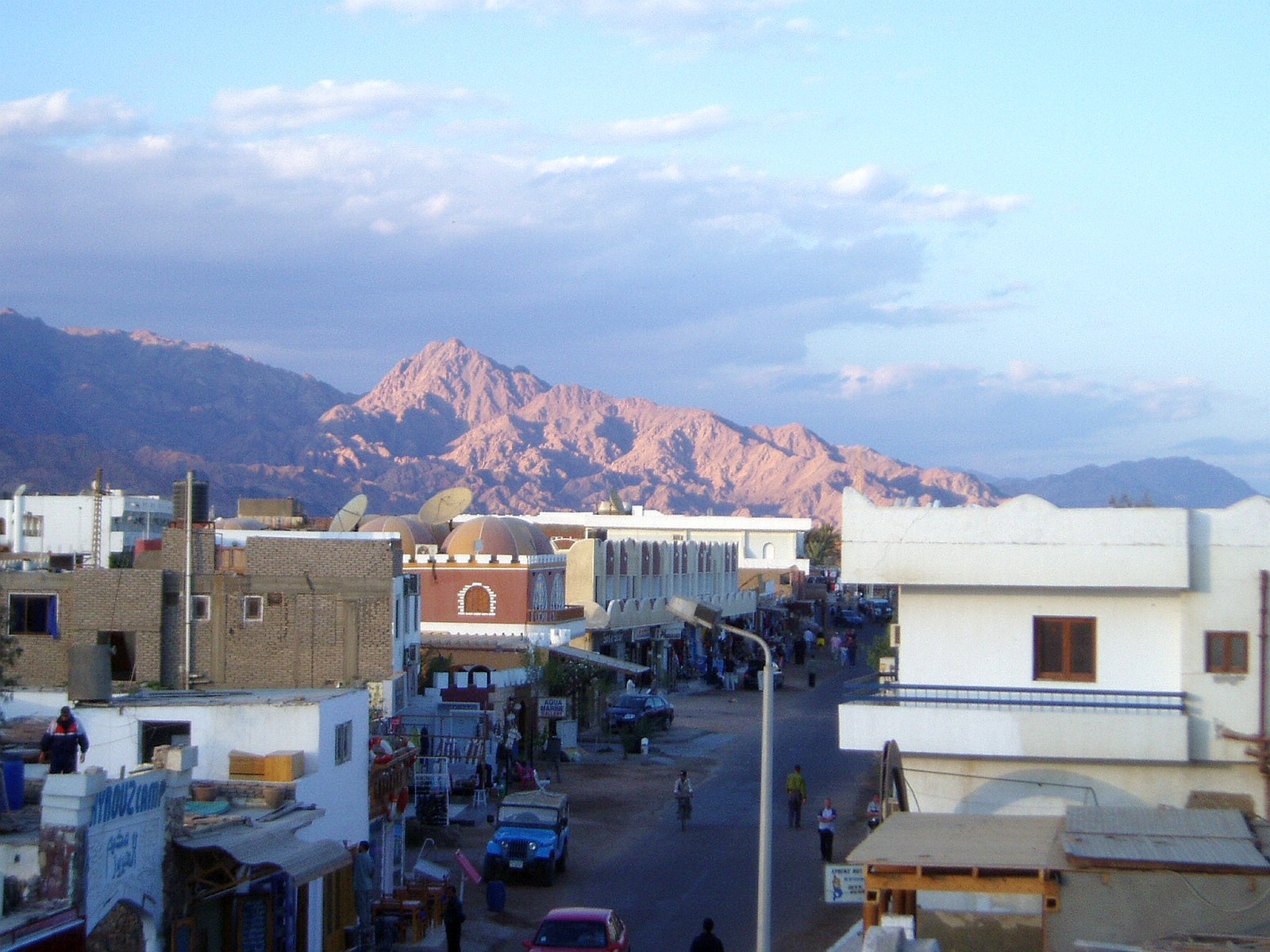
Дагаб увечері

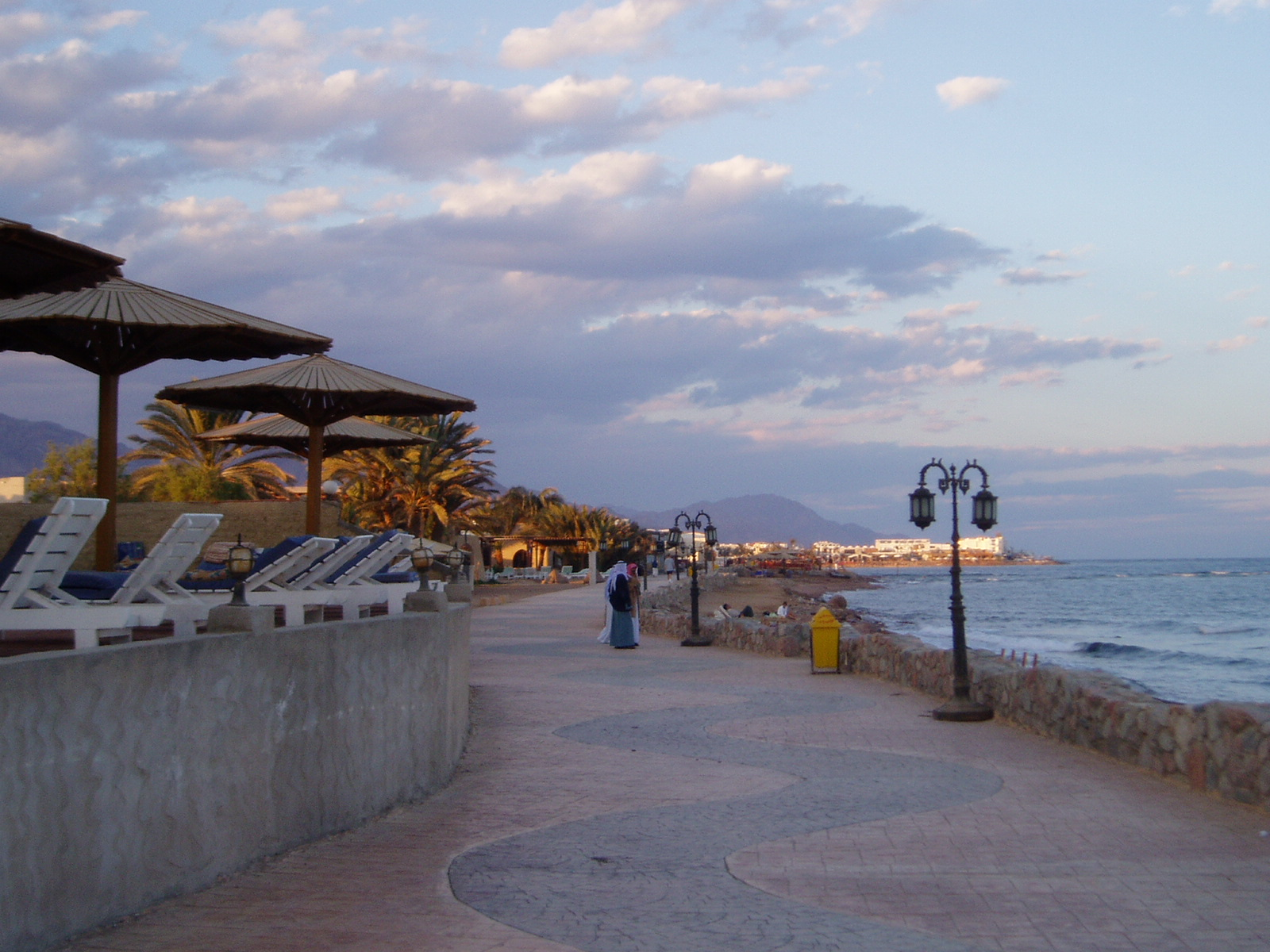
Набережна

Містечко розташоване на сході Синайського півострову на узбережжі Акабської затоки Червоного моря, на відстані 100 км на північ від головного міста регіону Шарм-еш-Шейху.
Як і решта поселень на Синаї, Дагаб бере свій початок від невеликого бедуїнського села-стоянки.
Теперішній Дагаб — більш-менш популярне курортне містечко з непоганою набережною, що є не таким уже й типовим для єгипетських морських курортів.
У Дагабі є також Старе місто (Масбат), бедуїнське село (Ассала) й лагуна, де розташовані престижні дорогі готелі. Набережна, розташована у так званому Старому місті, оповита щільною забудовою недорогих кемпів, хостелів і маленьких готелів, тут же містяться численні ресторани й кав'ярні, лавки торговців сувенірами, фруктами та різним іншим крамом. У само́му місті — декілька вузьких вулиць. У бухті Дагабу начебто збереглися руїни набатейського порту.

## Курорт
Дагаб — не тільки й не стільки пляжний курорт. Серед атракцій Дагабу, що ваблять туристів-любителів — гарні умови для дайвінгу, віндсерфингу та екотуризму.
Головна особливість дагабського дайвінгу полягає в тому, що всі занурення здійснюються просто з берега, тобто для цього не треба відпливати деінде від узбережжя; тут близько 20 місць для занурень, причому максимальна глибина деяких із них сягає 200 і більше метрів.
Для віндсерферів Дагаб привабливий водами своєї лагуни й непоганими хвилями на рифі Лайтхаус у Старому місті.
Крім водних видів спорту в Дагабі розвитку набув екотуризм та екскурсійний туризм — популярністю у відпочивальників користуються поїздки Синайською пустелею на верблюдах та позашляховиках, вибагливим, прочанам і цікавим запропонують відвідини Монастиря Святої Катерини, гори Мойсея з виснажливим підйомом і/або спражнього бедуїнського поселення для ознайомлення з побутом і культурою корінних мешканців регіону.

## Клімат
| Клімат                                       | Клімат | Клімат | Клімат | Клімат | Клімат | Клімат | Клімат | Клімат | Клімат | Клімат | Клімат | Клімат | Клімат |
| Показник                                     | Січ.   | Лют.   | Бер.   | Квіт.  | Трав.  | Черв.  | Лип.   | Серп.  | Вер.   | Жовт.  | Лист.  | Груд.  |        |
| Середній максимум, °C                        | 21     | 22,4   | 25,3   | 28,7   | 32,2   | 34,7   | 35,5   | 35,8   | 33,5   | 30,5   | 26,5   | 22,2   |        |
| Середня температура, °C                      | 15,6   | 16,7   | 19,6   | 22,9   | 26,1   | 29     | 30,2   | 30,4   | 28,4   | 25,1   | 21,1   | 16,8   |        |
| Середній мінімум, °C                         | 10,2   | 11     | 14     | 17,1   | 20,1   | 23,4   | 24,9   | 25     | 23,4   | 19,8   | 15,7   | 11,5   |        |
| Норма опадів, мм                             | 1      | 2      | 2      | 0      | 0      | 0      | 0      | 0      | 0      | 1      | 1      | 2      |        |
| Днів з дощем                                 | 1      | 1      | 1      | 1      | 1      | 0      | 0      | 0      | 0      | 1      | 1      | 1      |        |
| -------------------------------------------- | ------ | ------ | ------ | ------ | ------ | ------ | ------ | ------ | ------ | ------ | ------ | ------ | ------ |
| Джерело: Climate-Data.org, Weather to Travel |        |        |        |        |        |        |        |        |        |        |        |        |        |